# Willer Souza Oliveira
Willer Souza Oliveira, kurz Willer, (* 18. November 1979 in Aldeias Altas) ist ein ehemaliger brasilianischer Fußballspieler.

## Karriere
Willer begann seine Karriere 1999 beim brasilianischen Verein Itapipoca FC und bekam 2001 einen Vertrag beim argentinischen Verein CA Independiente. 2002 bekam er seinen ersten Vertrag in Europa, beim russischen Verein Anschi Machatschkala, er stand von 2002 bis 2004 unter Vertrag. In der Saison 2004/05 unterzeichnete er einen Vertrag beim Verein Dynamo Brjansk, dort erlangt er für seine ausgezeichnete Spieltaktik Berühmtheit. Beim Spiel in der ersten Liga gegen den Verein FK Rostow hatte er einen großen Anteil an den Sieg der Mannschaft. Seine nächste Station war der litauische Verein Sūduva Marijampolė. Er schoss zehn Tore in 30 Ligaspiele und die Mannschaft beendete die Saison als Zweiter hinter dem Verein FBK Kaunas. Zum Abschluss seiner Europatour war er beim belarussischen Verein FK Smarhon unter Vertrag.
2009 kehrte er wieder nach Brasilien zurück und unterschrieb einen Vertrag beim Verein Fortaleza EC. Er wurde 2010 als bester ausländischer Fußballspieler gewählt. Er schoss fünf Tore in 20 Ligaspielen. Nachdem Jahr wechselte er zum Verein Horizonte FC und zum Verein Wigry Suwałki. 2012 unterschrieb er einen Vertrag beim Verein Alianza FC. Seine weiteren Stationen waren Halcones FC, FC Istiklol und 2014 noch einmal Halcones. Ab 2015 stand Willer beim Verein Itapipoca EC unter Vertrag, wo er 2016 seine aktive Laufbahn beendete.